# Acutaspis reniformis
Acutaspis reniformis är en insektsart som först beskrevs av Cockerell 1897.  Acutaspis reniformis ingår i släktet Acutaspis och familjen pansarsköldlöss. Inga underarter finns listade i Catalogue of Life.